# Коју игру играш (албум)
Коју игру играш је једанаести студијски албум српске фолк певачице Наде Топчагић, издат 1990. године за ПГП РТБ. На овом албуму се налази њен највећи хит Јутро је, песма која је постала популарна ван граница Балкана, захваљујући шведском фубалеру Златану Ибрахимовићу. Продуцент албума је био Александар Сања Илић.

## Списак песама
| №  | Назив                | Текст                          | Музика          | Трајање |  |
| 1. | Јутро је             | Миша Марковић, Рада Стефановић | Миша Марковић   |         |  |
| 2. | Коју игру играш      | Мила Јанковић                  | Беки Бекић      |         |  |
| 3. | Зар ти, зар ти       | Ратко Матијевић                | Ратко Јовановић |         |  |
| 4. | Ако ми срце препукне | Јелена Забрдац                 | Миша Марковић   |         |  |
| 5. | Тужна врба           | Рале Ћајић                     | Марија Ћајић    |         |  |
| 6. | Псујем те животе     | Миша Мандић                    | Марија Ћајић    |         |  |
| 7. | Нема га              | Зоран Матић (текстописац)      | Миша Марковић   |         |  |
| 8. | Еј шта да радим      | Миша Мандић                    | Рале Ћајић      |         |  |
| 9. | Дођи да се исплачемо | Драгољуб Симић                 | Ратко Јовановић |         |  |